# Walter Rudersdorf
Walter Rudersdorf (* 26. Mai 1926 in Ellar; † 1. Juni 2015 in Gießen) war ein deutscher Lehrer und Heimatforscher im Westerwald.

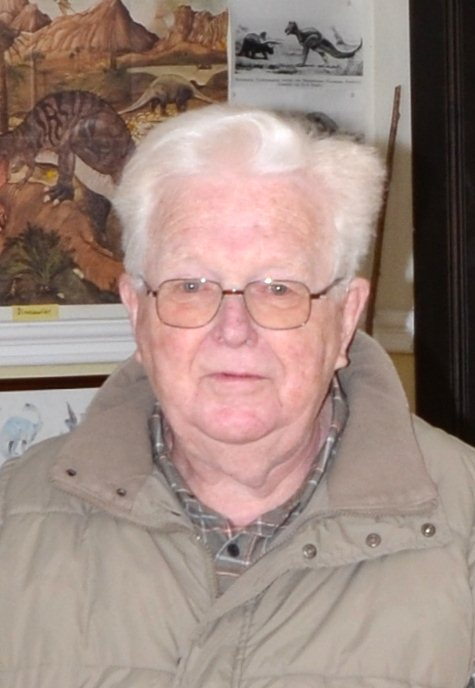
Walter Rudersdorf im Ellarer Ludwig-Bös-Haus am 5. August 2012

## Leben
Nach der Volksschule und einem Jahr an einer landwirtschaftlichen Berufsschule besuchte Rudersdorf in den Jahren 1941 bis 1948 das Gymnasium in Limburg. Allerdings war diese Zeit am Gymnasium durch die Kriegsereignisse stark beeinträchtigt. So erfolgte im Februar 1944 die Einberufung Rudersdorfs zum Reichsarbeitsdienst und danach zur Infanterie. Nach einer Verwundung nahe Kaminken (im heutigen Litauen) Anfang 1945 und einigen Monaten in englischer Kriegsgefangenschaft kehrte der Gymnasiast an die Schule zurück. Rudersdorf studierte nach dem Abitur in Frankfurt Englisch und Geografie und war des Öfteren auch in den Fakultäten Geschichte, deutsche Sprachwissenschaften und Romanistik anzutreffen. Das Referendariat für das Lehramt absolvierte er in Hadamar und Wiesbaden und erhielt danach eine Festanstellung an der Wöhlerschule in Frankfurt am Main, wo er 1966 zum Oberstudienrat avancierte.
Im Jahr 1967 erschien sein Buch „Im Schatten der Burg Ellar“, eine detailreiche Darstellung der Ellarer Geschichte seit frühester Zeit. Unter diesem Titel stand bereits seit 1948 eine Vortragsreihe Rudersdorfs, deren Auftakt ein historischer Dia-Vortrag im Ellarer Haus der Dernbacher Schwestern war und der danach regelmäßig zahlreiche Besucher aus der gesamten Region anlockte. Den letzten Vortrag dieser Reihe hielt er im März 2008, wiederum im Ellarer Schwesternhaus. Bereits 1998 fand Rudersdorf mit seiner großen Zahl kulturhistorischer Vorträge Eingang in das Guinness-Buch der Rekorde.
Unter der Anleitung Rudersdorfs entstand 1992 das Ellarer Heimatmuseums im Ludwig-Bös-Haus, dem ehemaligen Ellarer Schulgebäude an der Hintermeilinger Straße. Die Exponate hatte er über viele Jahre im heimischen Raum gesammelt. Zwischen 2002 und 2005 wurde das Museum erweitert und erhielt 2016 in Erinnerung an seinen Gründer die Bezeichnung „Sammlung Walter Rudersdorf im Walter-Bös-Haus“.
Weitere Initiativen Rudersdorfs betrafen die Restaurierung und den Erhalt alter Gebäude in Ellar wie die mittelalterliche Burgruine, die Reste der alten Stadtmauer und des Stadttores, eines Ziehbrunnens sowie der historischen Burgschmiede. Auch setzte er sich für die Errichtung eines Naturschutzgebietes rund um das südlich von Ellar gelegene Heidenhäuschen ein.
Im September 2011, im Alter von 85 Jahren, übergab Rudersdorf seine Sammlung historischer Materialien an die Gemeinde Waldbrunn. Zur Sammlung gehört auch ein umfangreiches persönliches Archiv mit mehr als 8500 eigenen Veröffentlichungen über sämtliche Themengebiete rund um die Geschichte des Ellarer Raumes, dazu ca. 35.000 vertonte Dias sowie eine kulturgeschichtliche Bibliothek, zu der unter anderem zahlreiche Dorfchroniken, Fachzeitschriften, Festschriften und Lexika gehören. Mit der elektronischen Erfassung der zugehörigen schriftlichen Unterlagen hat der Ellarer Kultur- und Geschichtsverein 2012 begonnen.
Die Dorfchroniken der Waldbrunner Ortsteile waren Walter Rudersdorf von je her ein besonderes Anliegen. So gibt es auch bereits seit 1998 eine Dorf-Chronik von Waldbrunn-Hausen in Buchform. Es folgten zahlreiche Publikationen über Waldbrunn-Fussingen im Amtsblatt „Waldbrunner Nachrichten“. Daran schloss sich ebendort eine Serie von mehr als 100 Beiträgen über die Geschichte des Waldbrunner Ortsteils Hintermeilingen an, die 2012 ihren Abschluss finden sollte. Seit 2012 erscheint – wiederum in den „Waldbrunner Nachrichten“ – eine Artikel-Serie über die Geschichte von Waldbrunn-Lahr.
2012 stellte Rudersdorf die Ellarer Schulchronik vor, für die er rund 1000 Original-Seiten aus der altdeutschen Handschrift in lateinische Schrift übertragen hatte.

## Ehrungen
- 1987: Eugen-Heyn-Medaille des Westerwaldvereins
- 1995: Ehrenbürgerwürde der Gemeinde Waldbrunn in Hessen
- 2003: Bundesverdienstkreuz am Bande[5]
- 2022: Umbenennung der Alten Schule Ellar in „Walter-Rudersdorf-Haus“[6]

## Schriften
- Walter Rudersdorf: Im Schatten der Burg Ellar. Hrsg.: Gemeinde Ellar/Westerwald. Waldemar Kramer, Frankfurt am Main 1967, DNB 457982160.
- Walter Rudersdorf: Waldbrunn/Westerwald. Vom Bauerndorf zum Luftkurort. Hrsg.: Gemeinde Waldbrunn Westerwald. Geiger, Horb 1986, ISBN 3-89264-015-7.
- Jiddische und hebräische Spuren in der deutschen Hochsprache und in unserer Mundart: „ab nach Kassel“, „meschugge“, „schofel“ oder „daggof“, eine sprachhistorische Untersuchung. Kreisheimatstelle, Limburg 1995, DNB 944055753.
- Chronik Hausen: Geschichte eines Westerwalddorfes Der Gemeindevorstand, Waldbrunn 1998, DNB 955190150.
- Der Kreisausschuss des Landkreises Limburg-Weilburg (Hrsg.): Jahrbuch für den Kreis Limburg-Weilburg. Darin:
  - Was bedeutet der Ortsname »Limburg«? 1991, S. 94
  - Was kosteten Hexenprozesse? 1992, S. 117
  - Von den Frondiensten zu den Geldabgaben. 1993, S. 184
  - Vom Gesundbeten. 1994, S. 77
  - Wie kam es zum Marienwallfahrtsort „Sieben Schmerzen“ bei Oberzeuzheim? 1995, S. 172
  - „Es flohen ganze Dorfschaften in die Wälder“ (Kirchspiele Lahr und Frickhofen 1792-1797). 1996, S. 106
  - 15 Westerwälder Dörfer im Aufstand: Der „Klöppelstreit“ anno 1736. 1997, S. 223
  - Wilhelm Breithecker - zum 100. Geburtstag des Priesters und Bekenners. 1998, S. 64
  - „Westerwald“ wurde schon vor 950 Jahren so geschrieben. 1999, S. 133
  - „Hoch auf dem gelben Wagen“ (Postgeschichte). 2000, S. 181
  - Befreiung von einer schweren Bürde (Zehntablösung). 2001, S. 145
  - Pastor und Inspektor Eberhard Artopaeus. 2002, S. 192
  - Heimatmuseum Ellar. 2003, S. 81
  - Domdekan Johann Wilh. Jost. 2004, S. 211
  - Krista Jaschinski-Ehlers. 2005, S. 227
  - Wilhelm Breithecker - Priester und Bekenner. 2006, S. 239
  - Gedicht. 2007, S. 179
  - 600 Jahre Schiedsspruch von Bacharach. 2008, S. 104
  - Die Diezer Landesburg Ellar. 2010, S. 127